# Eddie Aikau
Edward Ryan Makua Hanai Aikau (4 de maio de 1946 – 17 de março de 1978) foi um famoso salva-vidas e surfista havaiano.
Filho de uma familia de vida simples e brava do Hawaii. Foi um surfista muito respeitado das ondas grandes. Morreu prematuramente aos 31 anos depois de sumir no oceano num acidente fatídico quando seu barco virou em alto mar. Ele e mais 27 tripulantes da Hokule'a (Embarcação produzida pela Sociedade Viajante da Polinésia em resgate a cultura das primeiras viagens a ilha) estavam fazendo a segunda travessia do Hawaii ao Taiti. Ele decidiu ir nadando sozinho até a ilha mais próxima em busca de ajuda e nunca mais voltou.
Atualmente é disputado um campeonato de ondas grandes em homenagem ao surfista, essa competição só ocorre quando as ondas em Waimea Bay alcançam 20 pés.

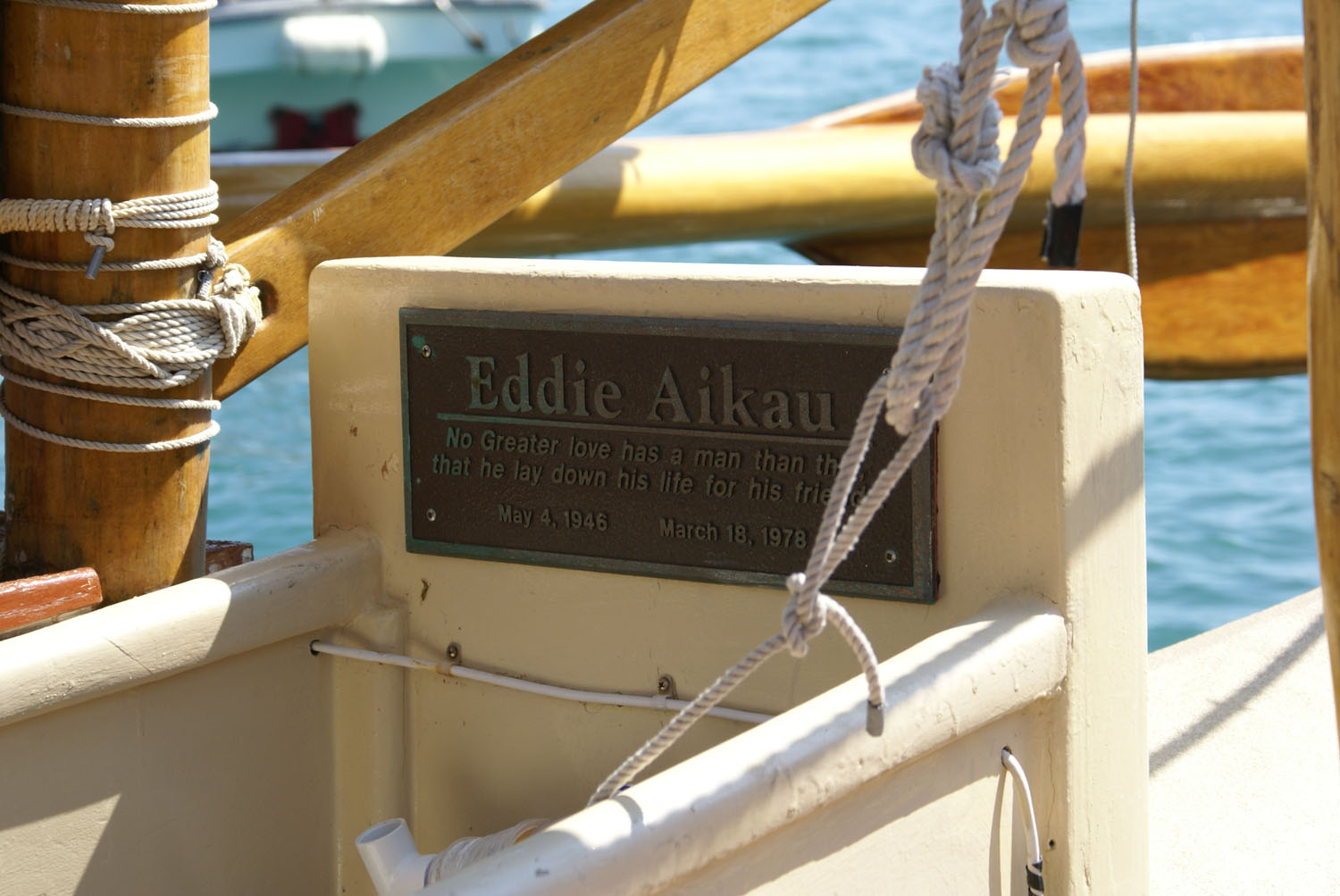
Memorial a Eddie Aikau

## Eddie Would Go
Juntando entrevistas da família Aikau, dos amigos de Eddie e de vários ícones do surf, Stuart Holmes Coleman faz uma crônica da vida — e da morte precoce — deste herói nacional havaiano. O livro vai das histórias de seus incríveis resgates como salva-vidas em Waimea às enormes festas na casa da família Aikau para comemorar seus feitos como big rider. No caminho, o autor retrata a North Shore durante os anos 1960 e 70, detalhando o crescimento do surf profissional, o aparecimento do localismo e sessões históricas em Waimea.
A expressão inglesa "Eddie would go" — que pode ser traduzida como "Eddie iria" — passou a ser utilizada em situações gerais onde as pessoas se recusam a ir a determinado local por este ser demasiadamente perigoso, "você teve medo de ir, mas Eddie iria". Tal frase alude aos resgates realizados por Eddie Aikau, muitas vezes arriscados e perigosos. Hoje está estampada em camisas, quadros e souvenirs por todo o Havaí.
A expressão teria nascido durante o campeonato Eddie Aikau de 1986. Naquele ano, o mar estava especialmente agressivo e perigoso. Todos estavam prontos: surfistas, repórteres e platéia. A comissão organizadora, porém, deliberava para decidir se era seguro realizar o campeonato ou se o abortariam. O renomado competidor Mark Foo estava parado na praia, olhando as ondas. Virou-se para um repórter que estava próximo e disse: "Eddie would go".
A vida de Eddie não foi toda de agitos e tubos. O livro de Coleman descreve com precisão tanto as coisas boas quanto as tragédias que marcaram a vida de Aikau e moldaram o quieto e introspectivo homem. Tudo culmina em 1978 com a trágica história do naufrágio da canoa Hokule'a e dos esforços heróicos de Eddie para salvar seus companheiros da tripulação. Quando a canoa ficou à deriva numa tempestade em alto mar, ele decidiu pegar sua prancha e remar para ir em busca de ajuda, e nunca mais foi visto.